# Programa de intercambio de jeringuillas

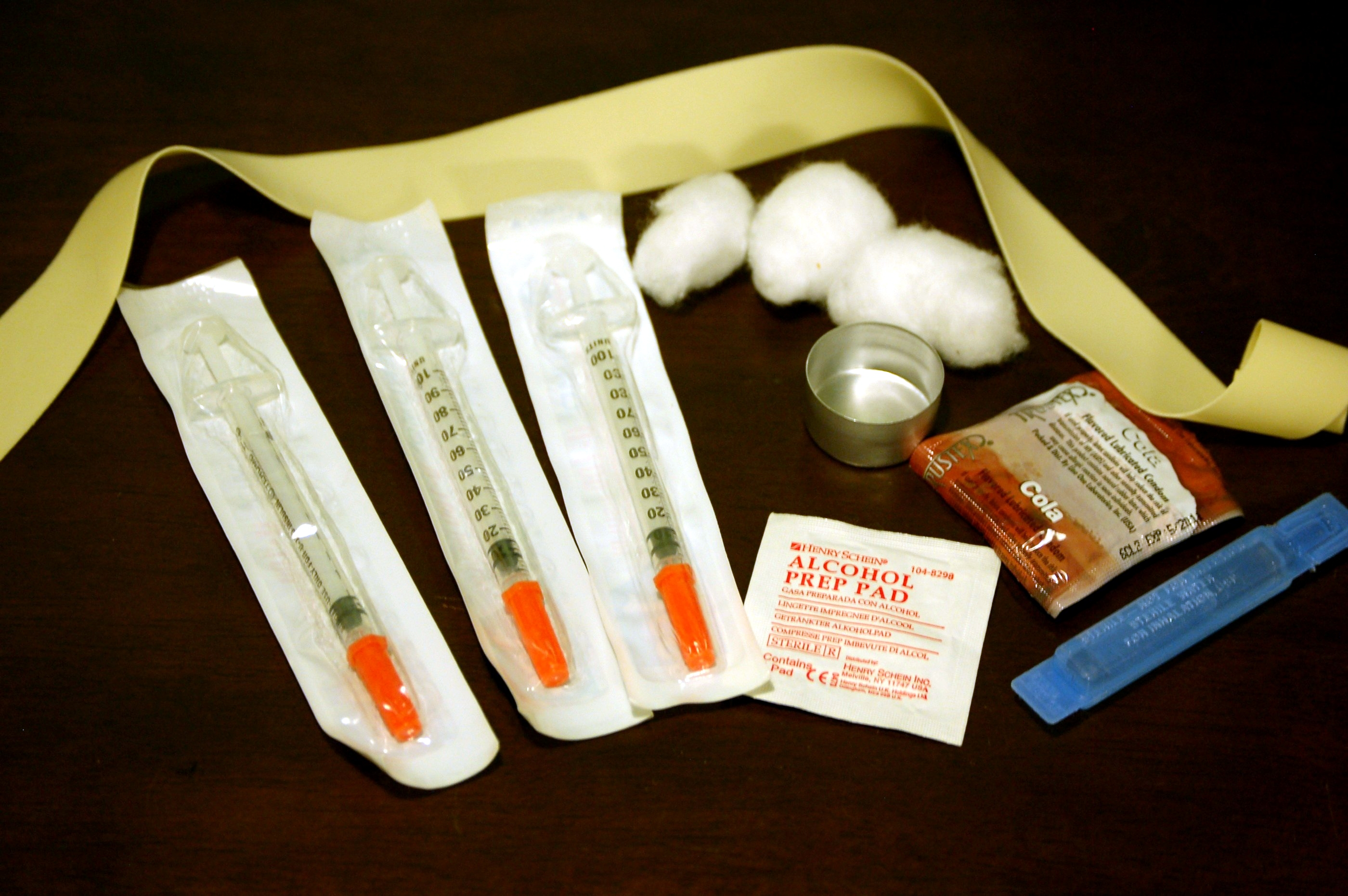
Contenido de un kit de intercambio de jeringuillas. Desde arriba, en sentido de las agujas del reloj: torniquete, bolas de algodón a torniquet, recipiente para calentar las drogas, preservativo, agua esterilizada, bastoncillos de algodón y, de izquierda a derecha: jeringuillas con tres diámetros interiores, ya que la viscosidad de las drogas es muy diferente (la metadona es más viscosa que la heroína que, a su vez, lo es más que la cocaína)

Los Programas de Intercambio de Jeringuillas (PIJ) son programas que proveen a los usuarios de drogas por vía parenteral de material de inyección estéril y otro tipo de servicios, de forma gratuita, a cambio de la entrega de sus jeringuillas usadas. Este tipo de programas suelen estar integrados en estrategias de reducción de daños.

## Objetivos del programa
El objetivo principal de este tipo de programas es prevenir la infección por el VIH y otras enfermedades de transmisión sanguínea en la población usuaria de drogas inyectadas, evitando el uso compartido de jeringuillas.
Otros objetivos son:
- Acceder con el programa al mayor número posible de usuarios de drogas inyectadas que no contactan con otro tipo de programas o servicios de atención a drogodependientes.
- Reducir el número de jeringuillas contaminadas por VIH u otros gérmenes

patógenos en circulación dentro de la comunidad de UDVP (usuarios de drogas por vía parenteral). 
- Favorecer la adopción de conductas saludables y la modificación de los comportamientos de riesgo, tanto de inyección de droga como sexuales, entre los UDVP.
- Facilitar el acceso de los UDVPs a los servicios socio-sanitarios y a los programas de tratamiento de la drogodependencia existentes.
- Disminuir el número de agujas y jeringuillas abandonadas en lugares públicos.
- Obtener información de lo que está ocurriendo en los escenarios de drogadicción y sobre las necesidades y demandas de la población UDVP.

## Actividades
Las actividades fundamentales que llevan a cabo los PIJs son las siguientes:
1. Distribución de material de inyección estéril (jeringuillas, toallitas de alcohol, agua para inyección, ácido cítrico, etc.) y preservativos así como recogida y eliminación de las jeringuillas usadas.
2. Proporcionar información, educación sanitaria y consejo a los usuarios del programa.
3. Derivación de los usuarios que lo requieran o lo desean a otros recursos socio-sanitarios existentes en el área de actuación del programa.

## Tipos de programas
Hay dos tipos de Programas de Intercambio de Jeringuillas:
- PIJs que utilizan recursos humanos: pueden ser móviles o estáticos y el trabajo puede realizarse en espacios abiertos (en la calle) o cerrados, por ejemplo, en una sala de consumo supervisado.
- PIJs que utilizan medios mecánicos (MIJs): las máquinas intercambiadoras, que previa introducción de una jeringuilla usada facilitan una jeringuilla o equipo de inyección estéril.

## Importancia
La gran mayoría de los usuarios de drogas inyectadas (UDIs) saben que al compartir el equipo de inyección se arriesgan a contraer el VIH y otras enfermedades. Sin embargo, no hay suficientes agujas/jeringas disponibles y las que hay son muy costosas para los UDIs. 
No todos los UDIs son capaces o están listos para la desintoxicación y deshabituación. Aún aquellos que tienen la motivación pueden encontrarse con escasos servicios disponibles. Los programas de tratamiento de drogas tienen largas listas de espera y es muy común la recaída. 